# Control bibliográfico
Control bibliográfico es la  información necesaria para los procesos de adquisiciones y catalogación. Son datos que corresponden a títulos, distribuidores, fechas, periodicidad, lengua y precio de la suscripción, repertorios que las incluyen y bibliotecas que las reciben.

## Usos
Dicha  información es esencial además para diseñar la estrategia adecuada que permita la cooperación en cuanto a suscripciones, préstamo interbibliotecario y otras actividades propias de este tipo de materiales.
Del mismo modo que en soporte papel disponemos de Ulrich's International Periodicals Directory e Irregular Serials and Annuals (publicados por R.R. Bowker), para la búsqueda por procedimientos automáticos, podemos recurrir a los servicios de recuperación de la información, como por ejemplo Dialog.
Bowker también distribuye información en soporte óptico (CD-ROM): Ulrich´s Plus, que contiene información bibliográfica, de pedidos y de materias para más de 100.00 publicaciones seriadas procedentes de 65000 fuentes en más de 180 países. Además, incluyen información sobre publicaciones seriadas canceladas a partir de 1974.
Dichos catálogos, on-line o CD-ROM, pueden usarse para verificar títulos, nombres y direcciones de distribuidores y cualquier información específica propia de estos documentos. En ambos soportes, los registros contienen datos bibliográficos y datos relacionados con el estado de la colección, la periodicidad e índices de publicaciones en serie. Pueden ser recuperados por varios parámetros, incluyendo título, título alternativo, palabras del título, materias, ISSN, Sistema Dewey de clasificación, distribuidor y país de publicación.
Del mismo modo que ha cambiado el concepto de catalogación para monografías y en la actualidad es posible llevar a cabo esta tarea a partir de la importación de registros, introduciendo únicamente las modificaciones que cada centro considere oportunas, las publicaciones seriadas también pueden procesarse mediante la consulta a otras bases de datos en soporte informático o en soportes ópticos.

## Ejemplos
Algunas de las prestaciones que ofrecen servicios bibliográficos como por ejemplo OCLC , en cuya base de datos (OLUC) las publicaciones seriadas ocupan un 6,7% de los registros. Por otra parte utilizando los servicios OCLC, la Library of Congress  y la National Library of Canada  participan en el programa CONSER (Cooperative Online Serials): programa para la catalogación retrospectiva de series de EE. UU. y Canadá, que goza de mucho prestigio por la calidad de la catalogación. Los registros CONSER son distribuidos por la Library of Congress como parte de las publicaciones seriadas de la base de datos LC MARC. La library of Congress los distribuye a partir de su servicio LC Cataloging Distribution Service. Las bibliotecas pueden acceder a través de las utilidades bibliográficas y productos para catalogación en soporte CD-ROM. También pueden recuperarse a través de la National Library of Canada en soporte papel y en catálogos COM (Computer output Microfilm).